# Эбилунь
Эбилунь (маньчж. , кит. трад. 遏必隆; ? — 1673) — маньчжурский аристократ из клана Нёхуру, один из четырех регентов Цинской империи в 1661—1667 годах.

## Биография
Эбилунь происходил из маньчжурского клана Нёхуру, который жил к северу от корейской границы и принадлежал к Желтому знамени. Он был младшим из шестнадцати сыновей Эйду (1562—1621), близкого соратника первого маньчжурского императора Нурхаци. Матерью Эбилуня была сестра (по другим данным — двоюродная сестра) Нурхаци.
В 1634 году второй цинский император Абахай (1626—1643) дал Эйду посмертный титул, который Эбилунь немедленно и унаследовал, но в 1637 году был лишен этого титула.
В 1643 году Эбилунь участвовал в военным походах принца Абатая (седьмого сына Нурхаци) на Северный Китай, где взял несколько городов. В 1645-1646 годах Эбилунь участвовал в военных действиях маньчжурской армии против китайских войск в провинции Хубэй.
Принц Доргонь, регент и дядя императора Фулиня, с подозрением относился к Эбилуню, относившемуся к Желтому знамени. В 1648 году во время преследования принца Хаогэ, племянника Доргоня, Эбилунь был обвинен в том, что он выступал против Доргоня после смерти Абахая в 1643 году. Эбилунь был приговорен к смерти, но ему сохранили жизнь, лишив части имущества.
После смерти принца-регента Доргоня император Шуньчжи восстановил титулы Эбилуня. Перед своей смертью в 1661 году император Шуньчжи создал регентский совет из четырех лиц (Сони, Эбилунь, Суксаха и Обой) для управления Цинской империей во время малолетства своего сына и наследника Сюанье. Из четырех регентов Эбилунь занимал третье место после Сони и Суксахи. На практике Эбилунь почти всегда поддерживал Обоя, который приобретал всё большую власть. Эбилунь также сыграл роль в свержении своего соправителя Суксахи. В 1667 году после смерти Сони и отстранения от власти Суксахи Обой стал неоспоримым главным политическим лидером при императорском дворе. В 1667 году, когда цинский император Канси стал править самостоятельно, Эбилунь получил более высокий титул. В 1669 году Эбилунь был обвинен в 21 преступлении и приговорен к смертной казни. Позднее приговор был смягчен, Эбилунь сохранил свой титул, который он мог передать по наследству.
Эбилунь принадлежал к клану Нёхуру, многие из членов которого продолжали служить на императорской службе. Его старший сын Фака получил титул в 1669 году, но через несколько лет лишился его. Алингга, пятый сын Эбилуня, был главной фигурой в борьбе за престолонаследие среди сыновей императора Канси.